# BSG Grevenbroich
O Basketball-Sportgemeinschaft Blau-Weiß Grevenbroich e.V.  é um clube de basquetebol baseado em Grevenbroich, Renânia do Norte-Vestfália, Alemanha que atualmente disputa a Liga Regional Oeste, correspondente à quarta divisão do país. Foi fundado em 1983 e manda seus jogos no Großsporthalle Gustorf com capacidade para 900 espectadores.

## Histórico de Temporadas
| Temporada | Nível | Liga         | Pos.                 | Resultado            |
| --------- | ----- | ------------ | -------------------- | -------------------- |
| 2008-09   | 4     | Regionalliga | 5º                   |                      |
| 2009-10   | 4     | Regionalliga | 2º                   |                      |
| 2010-11   | 4     | Regionalliga | 9º                   |                      |
| 2011-12   | 4     | Regionalliga | 5º                   |                      |
| 2012-13   | 4     | Regionalliga | 6º                   |                      |
| 2013-14   | 4     | Regionalliga | 7º                   |                      |
| 2014–15   | 4     | Regionalliga | 3º                   |                      |
| 2015–16   | 4     | Regionalliga | 5º                   |                      |
| 2016–17   | 4     | Regionalliga | 4º                   |                      |
| 2017-18   | 4     | Regionalliga | 2º                   |                      |
| 2018-19   | 4     | Regionalliga | 6º                   |                      |
| 2019-20   | 4     | Regionalliga | Pandemia de COVID-19 | Pandemia de COVID-19 |
| 2020-21   | 4     | Regionalliga | 4º                   |                      |
| 2021-22   | 4     | Regionalliga | 13º                  |                      |
| 2022-23   |       |              |                      |                      |
| 2023-24   | 4     | Regionalliga | 11º                  |                      |
| 2024-25   | 4     | Regionalliga | 6º                   |                      |

fonte:eurobasket

## Títulos

### Regionalliga Oeste
- Finalista (1): 2009-10, 2017-18